# Apeninos samnitas
Los Apeninos samnitas (en italiano, Appennino sannita) es el tramo de la cadena montañosa de los Apeninos que se encuentra en la Campania, el Molise y la Apulia. Forma parte de los Apeninos meridionales.
Los Apeninos samnitas se extienden desde la Bocca di Forlì, lugar que convencionalmente marca el límite entre la Italia central y la meridional, en la provincia de Isernia, hasta el valle del río Calore, en la provincia de Benevento.
Toma el nombre de la antigua región del Samnio y se extiende por las regiones de Molise, Campania y Apulia.

## Macizos principales
Los macizos principales que componen los Apeninos samnitas son:
- Matese
- Montes de Campobasso
- Montes de la Daunia

## Montañas principales
- Monte Miletto - 2.050 m
- La Gallinola - 1.923 m
- Monte Mutria - 1.823 m
- Monte Capraro - 1.787 m
- Monte Cornacchia - 1.152 m
- Monte Mauro - 1.032 m